# Eventi sportivi nel 2010
Maggiori eventi sportivi del 2010 a livello internazionale, ordinati per disciplina.

## Atletica
- 12 - 14 marzo: Campionati del mondo di atletica leggera indoor 2010, Doha ( Qatar)
- 14 maggio - 27 agosto: IAAF Diamond League 2010
- 15 - 16 maggio: Coppa del mondo di marcia 2010, Chihuahua ( Messico)
- 26 luglio - 1º agosto: Campionati europei di atletica leggera 2010, Barcellona ( Spagna)
- 28 luglio - 1º agosto: Campionati africani di atletica leggera 2010, Nairobi ( Kenya)
- 16 ottobre: Campionati mondiali di mezza maratona 2010, Nanning ( Cina)

## Baseball
- 23 luglio - 1º agosto: Campionati europei di baseball 2010,  Germania

## Calcio
- 10 - 31 gennaio: Coppa delle nazioni africane 2010,  Angola
- 11 giugno - 11 luglio: Campionato mondiale di calcio 2010,  Sudafrica
- 13 luglio - 1º agosto: Campionato mondiale femminile Under 20 di calcio 2010,  Germania
- 18 - 30 luglio: Campionato europeo di calcio Under-19 2010,  Francia
- 5 - 25 settembre: Campionato mondiale femminile Under 17 di calcio,  Trinidad e Tobago

### Competizioni Europee per club
- UEFA Champions League 2009-2010
- UEFA Europa League 2009-2010

## Calcio a 5
- 19 - 30 gennaio: UEFA Futsal Championship 2010,  Ungheria

## Canoa/kayak
- 19 - 22 agosto: Campionati mondiali di canoa/kayak 2010, Poznań ( Polonia)
- 1 - 5 settembre: Campionati mondiali di canoa polo 2010, Milano ( Italia)

## Canottaggio
- 29 ottobre - 7 novembre: Campionati del mondo di canottaggio 2010, Hamilton ( Nuova Zelanda)

## Ciclismo
- 24 - 28 marzo: Campionati del mondo di ciclismo su pista 2010, Ballerup ( Danimarca)
- 8 - 30 maggio: Giro d'Italia 2010
- 3 - 25 luglio: Tour de France 2010
- 14 agosto - 5 settembre: Campionato del mondo di mountain bike 2010, Mont-Sainte-Anne ( Canada)
- 28 agosto - 19 settembre: Vuelta a España 2010
- 29 settembre - 3 ottobre: Campionati del mondo di ciclismo su strada 2010 ( Australia)

## Curling
- 20 - 28 marzo: Campionati mondiali femminile di curling 2010, Swift Current ( Canada)
- 3 - 11 aprile: Campionati mondiali maschile di curling 2010, Cortina d'Ampezzo ( Italia)
- 18 - 24 aprile: Campionati mondiali di doppio misto di curling 2010, Čeljabinsk ( Russia)

## Football americano
- 29 marzo - 22 agosto: Qualificazioni al campionato europeo di football americano Under-19 2011
- 27 giugno - 3 luglio: Campionato mondiale di football americano femminile 2010, Stoccolma ( Svezia)
- 24 - 31 luglio: Campionato europeo A di football americano 2010, Francoforte sul Meno-Wiesbaden-Wetzlar ( Germania)

## Ginnastica artistica
- 28 aprile-2 maggio: XXVIII Campionati europei di ginnastica artistica femminile, Birmingham,  Regno Unito
- maggio: XXIX Campionati europei di ginnastica artistica maschile, Birmingham,  Regno Unito

## Ginnastica ritmica
- 20 - 26 settembre: Campionati mondiali di ginnastica ritmica 2010, Mosca,  Russia

## Hockey su ghiaccio
- 7 - 23 maggio: Campionato mondiale di hockey su ghiaccio maschile 2010 ( Germania)

## Hockey su prato
- 28 febbraio - 13 marzo: Campionato mondiale di hockey su prato 2010, Nuova Delhi ( India)

## Lacrosse
- 15 - 24 luglio: Coppa del Mondo di Lacrosse 2010, Manchester ( Inghilterra)

## Motori
- Formula 1 stagione 2010
- Campionato del mondo rally 2010
- Campionato europeo della montagna 2010
- Motomondiale 2010
- Campionato mondiale Superbike 2010
- Campionato mondiale Supersport 2010

## Nuoto
- 14 - 18 luglio: Campionati europei giovanili di nuoto 2010, Helsinki ( Finlandia)
- 4 - 15 agosto: Campionati europei di nuoto 2010, Budapest ( Ungheria)
- 18 - 22 agosto: Giochi PanPacifici 2010, Irvine ( Stati Uniti)
- Campionati europei di nuoto in vasca corta 2010
- Campionati mondiali di nuoto in vasca corta 2010

## Pallacanestro
- 28 agosto - 12 settembre: Campionato mondiale maschile di pallacanestro 2010,  Turchia
- 23 settembre - 3 ottobre: Campionato mondiale femminile di pallacanestro 2010,  Rep. Ceca

## Pallanuoto
- 29 agosto - 10 settembre: LEN European Water Polo Championship 2010 (femminile), Zagabria ( Croazia)
- 29 agosto - 11 settembre: LEN European Water Polo Championship 2010 (maschile), Zagabria ( Croazia)

## Pallavolo
- 21 - 25 luglio: World League di pallavolo 2010, Córdoba ( Argentina)
- 6 - 29 agosto: World Grand Prix 2010, Ningbo ( Cina)
- 24 settembre - 10 ottobre: Campionato mondiale maschile di pallavolo 2010,  Italia
- 29 ottobre - 14 novembre: Campionato mondiale femminile di pallavolo 2010,  Giappone

## Pugilato
- 4 - 13 giugno: Campionati europei di pugilato dilettanti 2010, Mosca ( Russia)
- 4 - 7 agosto: Campionati di pugilato dilettanti femminili dell'Unione europea 2010, Keszthely ( Ungheria)
- 9 - 18 settembre: Campionati mondiali di pugilato dilettanti femminile 2010, Bridgetown, ( Barbados)

## Rugby
- Tri Nations 2010
- Sei Nazioni 2010
- 20 agosto - 5 settembre: Coppa del Mondo di rugby femminile 2010,  Inghilterra

## Scherma
- 17 - 22 luglio: Campionato europeo di scherma 2010, Lipsia ( Germania)
- 4 - 13 novembre: Campionato mondiale di scherma 2010, Parigi, ( Francia)

## Slittino
- 23 - 24 gennaio: Campionati europei di slittino 2010, Sigulda,  Lettonia

## Tennis
- Australian Open 2010: vittorie di Roger Federer ( Svizzera) e Serena Williams ( Stati Uniti)
- Open di Francia 2010: vittorie di Rafael Nadal ( Spagna) e Francesca Schiavone ( Italia)
- Torneo di Wimbledon 2010:vittorie di Rafael Nadal ( Spagna) e Serena Williams ( Stati Uniti)
- US Open 2010:vittorie di Rafael Nadal ( Spagna) e Kim Clijsters ( Belgio)
- Coppa Davis 2010:La Serbia vince il suo primo trofeo battendo in finale la Francia 3-2.
- Fed Cup 2010: L'Italia batte gli Stati Uniti 3-1.
- ATP World Tour Finals 2010: vincitore: Roger Federer

## Tiro
- 29 luglio - 1º agosto: Campionati mondiali di tiro ISSF 2010, Monaco di Baviera ( Germania)

## Manifestazioni multisportive
- 12 - 28 febbraio: XXI Giochi olimpici invernali, Vancouver ( Canada)
- 12 - 21 marzo: X Giochi paralimpici invernali, Vancouver ( Canada)
- 19 - 30 marzo: IX Giochi sudamericani, Medellín ( Colombia)
- 14 - 26 agosto: I Giochi olimpici giovanili estivi, Singapore ( Singapore)
- 3 - 14 ottobre: XIX Giochi del Commonwealth, Delhi ( India)
- 12 - 27 novembre: XVI Giochi asiatici, Canton ( Cina)